# De Havilland Canada DHC-7 Dash 7
O de Havilland Canada DHC-7, popularmente conhecido como Dash 7, é uma aeronave operada para voos regionais, movida por quatro motores do tipo turboélice  com desempenho para pousos e decolagens em pistas curtas (STOL). O Dash 7 voou pela primeira vez em 1975 e teve sua produção ativa até 1988 quando a de Havilland Canada foi adquirida pela  Boeing e posteriormente vendida à Bombardier.  Por fim a Bombardier vendeu o certificado de tipo (certificado de homologação) da aeronave para a fabricante Viking Air in 2006. Entre 1978 e 1988 foram fabricados e entregues 113 aeronaves do tipo.

## Projeto e desenvolvimento
Nos anos 60, a de Havilland Canada já era reconhecida no mercado mundial por sua série de aeronaves de alto desempenho para pousos e decolagens em pistas curtas (STOL), notavelmente graças aos seus consagrados modelo DHC-2 Beaver e DHC-6 Twin Otter. No entanto, essas aeronaves eram geralmente muito pequenas e serviam rotas periféricas, em oposição às rotas regionais mais movimentadas, bem servidas por aeronaves turboélice maiores e de alto desempenho, como o Fokker F27, Fairchild F-27, Convair 580, Convair 600 e Hawker Siddeley 748.
O pessoal da empresa de Havilland Canadá achou que poderia competir com esses projetos de maneira indireta. Com seu excelente desempenho em STOL, seus projetos podiam voar para aeroportos menores localizados nos centros das cidades e aeroportos menores, aeroportos periféricos, com tipos de pistas que as outras aeronaves não poderiam usar facilmente (não pavimentadas). A especificação original pedia uma aeronave de 40 passageiros com um alcance bastante curto de 200 milhas, operando em pistas com apenas 610 m de comprimento.

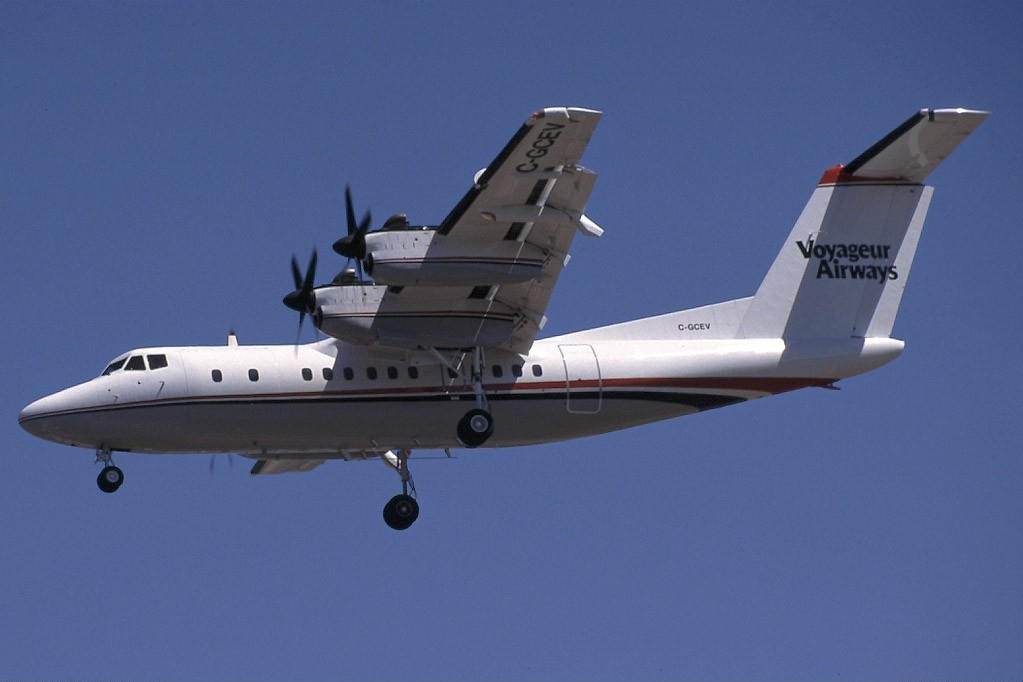
DHC-7 em configuração de pouso

Com as novas restrições de ruído entrando em vigor ao longo da década de 1970, uma aeronave projetada para essa função também teria que ser muito silenciosa. Para atender a esses novos regulamentos, o novo design usava hélices muito maiores (superdimensionadas), projetadas para girar a uma velocidade mais lenta do que o normal até então. Grande parte do problema de som de uma hélice típica é gerada nas pontas das pás que estão girando logo abaixo da velocidade do som. Ao usar lâminas de hélice maiores, não há necessidade de que a ponta da lâmina atinja a velocidade do som e, portanto, a velocidade pode ser reduzida sem sacrificar o impulso. Ao reduzir a velocidade, esse ruído é reduzido substancialmente. O Dash 7 costumava pousar a apenas 900 rpm e decolava a apenas 1.210 rpm. As hélices no Dash-7 são hélices de velocidade constante que alteram o ângulo da lâmina para empurrar mais ou menos ar, conforme necessário. Isso pode ser usado para mudar a potência, mantendo uma velocidade constante (e mais baixa).

O Twin Otter incorporou "flaperons" que pendiam dos ailerons como parte dos flaps, mas estes não foram incluídos no Dash 7 devido ao peso e à complexidade. Em vez disso, os ailerons foram reduzidos em tamanho para permitir mais área da aba e aumentados com dois conjuntos de spoilers de rolagem, ou "spoilerons". Os spoilers de rolagem internos operam em todas as velocidades, enquanto os spoilers de rolagem externos operam apenas em velocidades inferiores a 130 nós para permitir mais controle de rolagem em velocidades mais lentas. Após o pouso, os spoilers de rolagem internos e externos se estendem em uníssono para ajudar na redução da sustentação criada pela asa. Cada asa também inclui dois spoilers de solo que se estendem apenas na aterragem. A maior parte da borda de fuga é atravessada por um complexo de abas Fowler duplas para elevação alta em baixa velocidade. Durante uma aterrissagem típica do STOL, os flaps são selecionados para a posição de 45 °, gerando mais sustentação e arrasto, permitindo assim descidas mais íngremes e velocidades de aproximação mais lentas. Dependendo do peso, a velocidade VREF com abas a 45 ° fica entre 70 e 85 nós. No pouso, por meio de "interruptores de agachamento" na marcha principal, as abas se retraem automaticamente para a posição de 25 °, reduzindo assim a sustentação uma vez na pista e produzindo melhor desempenho de frenagem. As abas também retraem para 25 ° quando a potência do motor é aumentada durante um procedimento rotativo. O layout dos quatro motores ajuda a elevar a baixas velocidades devido ao amplo vão das hélices soprando ar sobre a asa ("propwash"). Quando o empuxo reverso é selecionado no pouso, os sustentadores invertem o passo, empurram o ar para frente e desaceleram a aeronave com muita eficiência, juntamente com os freios antiderrapantes das rodas. Mais importante, se um motor falhar, o impulso assimétrico é muito menor do que em um layout bimotor, aumentando assim a segurança e permitindo uma velocidade de controle mínima mais baixa com um motor inoperante.

## Histórico operacional

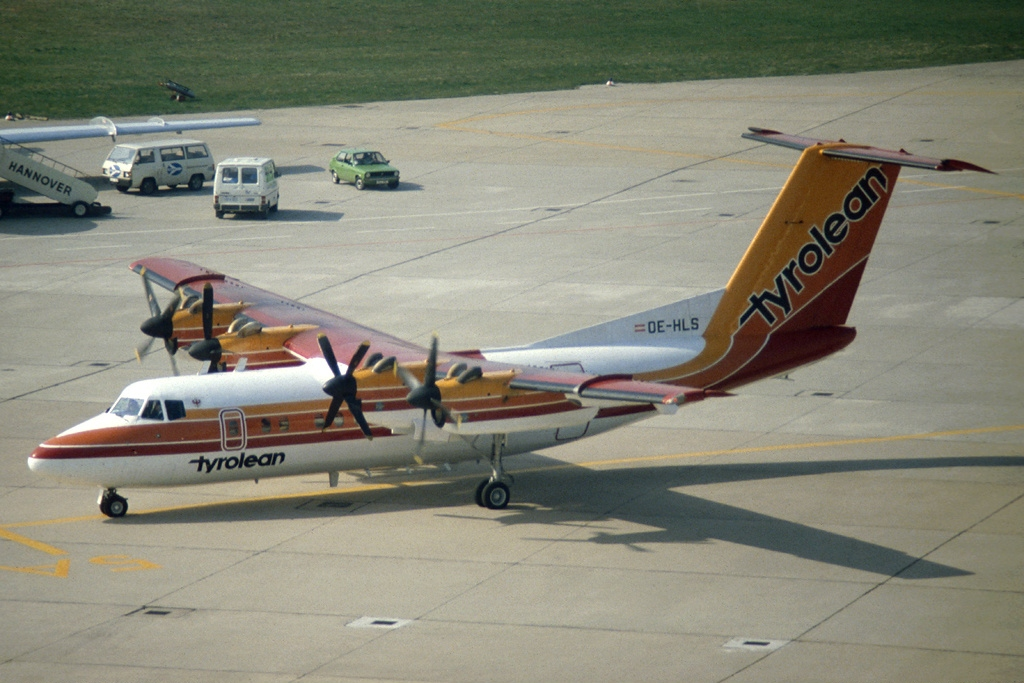
de Havilland Canada DHC-7-102

O desenvolvimento começou em 1972 e o protótipo foi lançado em 27 de março de 1975. Os testes foram realizados sem problemas e a primeira entrega ocorreu na Rocky Mountain Airways em 3 de fevereiro de 1978. O Dash 7 permitiu que a Rocky Mountain Airways operasse o serviço aéreo regular de passageiros a partir de Denver no Avon STOLport, no Colorado, controlado pela companhia aérea. O Avon STOLport estava localizado no vale de uma montanha próximo à estação de esqui de Vail. Outro aeródromo próximo da estância de esqui servido pela Rocky Mountain Airways com voos Dash 7 de Denver foi o Steamboat Springs Airport, no Colorado. Com um comprimento de pista relativamente curto de 4.452 pés e uma altitude de aeródromo de 6.882 pés, o Dash 7 era adequado para operações deste aeroporto localizado nas Montanhas Rochosas. Voando como Continental Express por meio de um contrato codeshare com a Continental Airlines, a Rocky Mountain Airways também operou o Dash 7 no aeroporto de Telluride, localizado nas montanhas de San Juan, no sudoeste do Colorado, com este aeroporto de montanha com uma elevação de 9.078 pés no campo, um dos os aeroportos mais altos dos EUA.
A segunda entrega foi feita a Wardair em 8 de junho de 1978. Logo depois, a aeronave transportou a rainha Elizabeth II e o duque de Edimburgo durante uma excursão real em Alberta. Seguiu transportando desde contêineres de concentrado mineral e materiais de construção até pessoal e produtos perecíveis. Nove meses depois, a mesma aeronave transportou cientistas e 55 toneladas de mercadorias entre o CFB Alert em Ellesmere Island e um campo de gelo perto do Polo Norte Geográfico.
O aeroporto Kapalua, na ilha de Maui, no Havaí, foi construído especificamente com as operações do Dash 7 em mente. De acordo com os registros históricos do estado do Havaí, a Hawaiian Airlines construiu esse aeródromo e iniciou voos programados de passageiros com os novos turboélices Dash 7 em 1 de março de 1987. A companhia aérea possuía esse aeroporto particular, também conhecido como Kapalua-West Maui Airport, até 1993 , quando foi adquirido pelo estado do Havaí. O comprimento da pista de 3000 pés em Kapalua era adequado para operações no Dash 7. O código de três letras para o Aeroporto Kapalua, JHM, significa John Henry Magoon, presidente da Hawaiian Airlines quando o aeroporto e o terminal foram construídos pela companhia aérea. Kapalua é atualmente servido pela Mokulele Airlines com o Cessna 208 Grand Caravans.
Cem aeronaves Dash 7 foram entregues até 1984, quando a linha de produção foi suspensa em favor do Dash 8. Outros 13 foram entregues entre 1984 e 1988, quando as linhas de produção foram finalmente removidas quando da compra da empresa pela Boeing. O último Dash 7 foi comprado pela Tyrolean Airways.
A série 100 original representa a grande maioria das aeronaves entregues e veio em dois modelos; a versão DHC-7-102 para passageiros e DHC-7-103 COMBI com uma porta de carga ampliada. Eles foram seguidos pela Série 110, que atendia aos requisitos da CAA britânica, incluindo as 110 e 111, e finalmente a Série 150, que incluía capacidade de combustível adicional e um interior melhorado nas séries 150 e 151. Foram feitos planos para uma Série 200 com os novos motores PT6A-50/7, mas esses planos foram arquivados quando a Boeing encerrou a produção do projeto.
A oferta de recursos no Dash 7 teve um sucesso comercial limitado. A maioria dos operadores de turboélices de transporte aéreo utilizava a aeronave em linhas aéreas de alimentação para grandes aeroportos, onde o desempenho do STOL não era considerado importante. Em comparação com outras aeronaves alimentadoras de linhas, os quatro motores do Dash 7 exigiam o dobro da manutenção de um modelo com dois motores, aumentando assim os custos operacionais. Por fim, os aeroportos que exigiam uma operação STOL de alto desempenho eram geralmente pequenos e bem servidos pelo Twin Otters; Se um aeroporto precisasse de um avião maior para atender sua base de clientes, eles teriam construído uma pista mais longa. Uma exceção a isso foram as operações no London City Airport (LCY), que, ao abrir em 1987, foi capaz de receber poucas outras aeronaves além do Dash 7, devido à sua pista relativamente curta e aproximação íngreme. A pista em LCY foi posteriormente alongada, e o ângulo de aproximação diminuiu um pouco e, desde então, aceita aviões como o Airbus A220, Airbus A318, British Aerospace 146 e Embraer 190. 
O Dash 7 também ganhou várias ordens militares. O primeiro deles foi para duas aeronaves das Forças Armadas do Canadá, que precisavam delas para transportar passageiros de alto escalão e mercadorias pela Europa. Essas aeronaves receberam a designação de CF CC-132 e foram entregues ao 412º Esquadrão de Transporte na Base Canadense em Lahr, então Alemanha Ocidental. As duas aeronaves diferiam nas configurações dos assentos. O primeiro (Miss Piggy) tinha 36 assentos, enquanto o segundo (Harvey), 47. Em abril de 1987, os dois CC-132 foram substituídos por outro par de produtos de Havilland, o CT-142 (Dash 8).

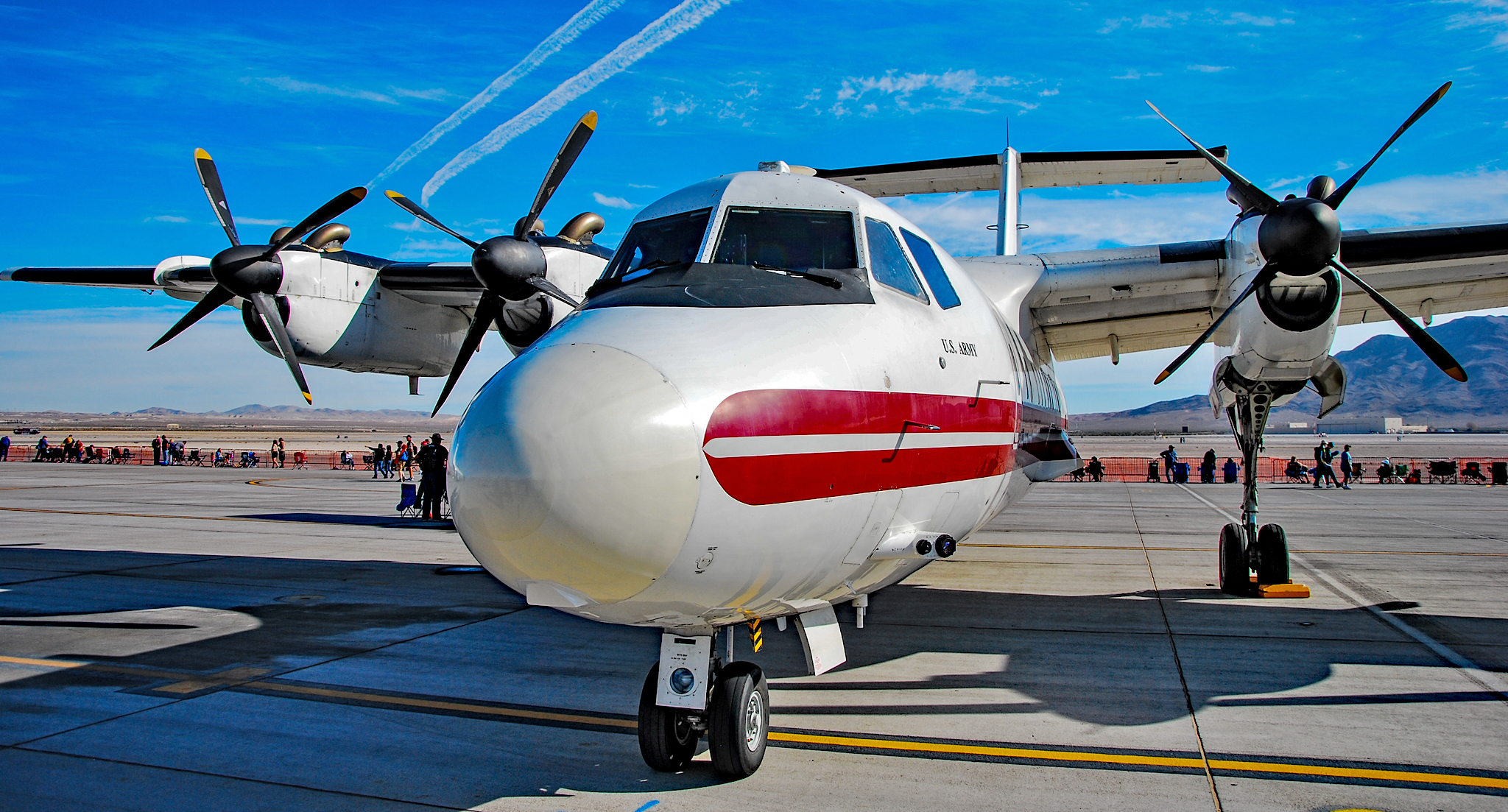
Vista frontal de Havilland Canada DHC-7-102 Dash 7

O Exército dos Estados Unidos opera várias aeronaves Dash 7 como plataformas de vigilância com a designação EO-5C (RC-7B antes de 2004) no âmbito do programa Airborne Reconnaissance Low.
A Transport Canada opera uma única aeronave DHC-7-150IR para realizar vigilância marítima, monitoramento de poluição e patrulhas de gelo como parte do Programa Nacional de Vigilância Aérea da Transport Canada. A base da aeronave é Ottawa, Ontário. Durante o verão, essa aeronave realiza patrulhas no Ártico canadense, no Alasca e na Groenlândia. Durante o outono e o inverno, realiza patrulhas nos Grandes Lagos e nas costas leste ou oeste do Canadá, conforme necessário.
O destino da aeronave de quatro motores foi selado quando o primeiro Dash 8 Serie 300 voou em 15 de maio de 1987. Ele podia transportar 50 passageiros 24% mais rápido (285 nós contra 230 nós) e 29% mais longe (890 NM contra 690 NM ) que o Dash 7, com metade do número de motores.

## Variantes
DHC-7-1
Protótipos, 2 fabricados.
DHC-7-100
Variante para transporte com capacidade máxima de 54 passageiros (peso máximo de decolagem de 20.000 kg).
DHC-7-101
Versão de transporte de pessoas / cargas com capacidade máxima de 50 passageiros.  Possui uma porta de acesso de cargas no lado dianteiro esquerdo da fuselagem (peso máximo de decolagem de 2.000 kg).
DHC-7-102
Variante para transporte de passageiros com capacidade máxima de 54 passageiros e peso máximo de decolagem de 44.000 lb ou 20.000 kg.
DHC-7-103
Variante para carga / passageiros com capacidade de até 50 pessoas ou 19,970 kg de carga.
DHC-7-110
DHC-7-102 certificado para uso no Reino Unido.
DHC-7-111
DHC-7-103 certificado para uso no Reino Unido.
DHC-7-150
Versão 1978 aprimorada, com maior peso bruto, maior capacidade de combustível e maior conforto dos passageiros.
DHC-7-150IR
Aeronave modificada em 1986 para a Transport Canada para patrulhas de gelo / poluição do Ártico Canadense.
CC-132
Designação militar das aeronaves séries 102/103 para o Exército Canadense.
O-5A ARL-I (Airborne Reconnaissance Low – IMINT)
Convertido por California Microwave Incorporated 1991–92 para o Exército dos Estados Unidos.
EO-5B ARL-C (Airborne Reconnaissance Low – COMINT)
Designação militar dos Estados Unidos para aeronaves da série 102.

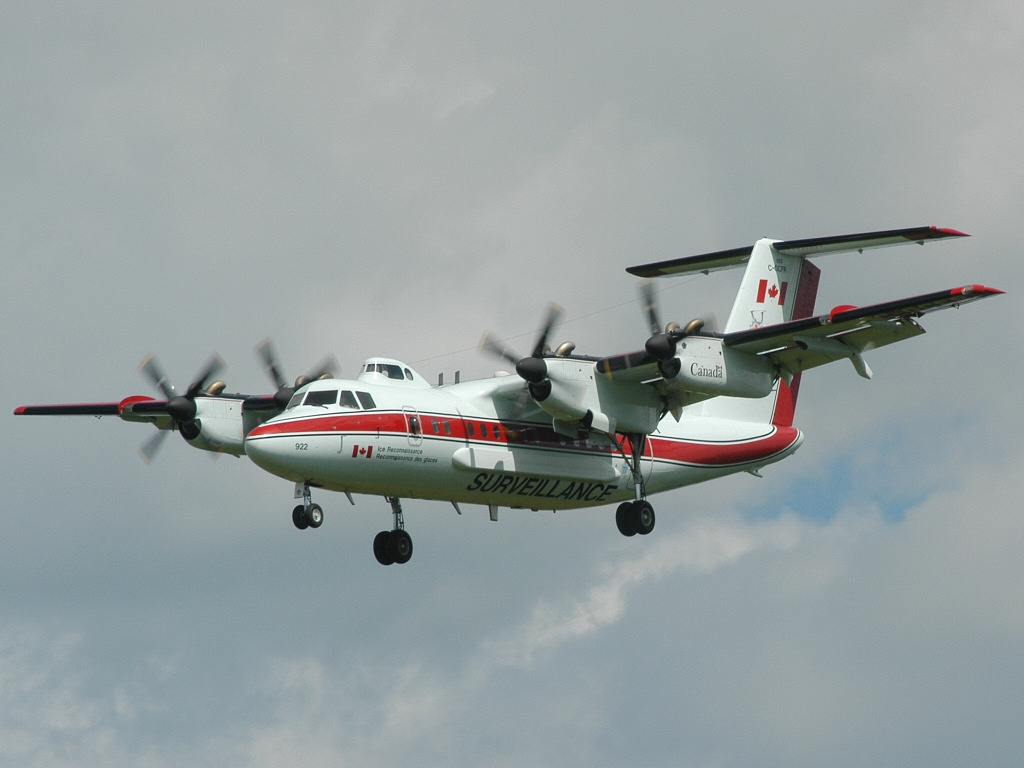
DHC-7-150IR da Transport Canada adaptado para patrulhas de gelo / poluição do Ártico Canadense

EO-5C ARL-M (Airborne Reconnaissance Low – Multi-sensor)
Convertido por California Microwave Incorporated  1996 para atender requisitos do Exército dos Estados Unidos da América.
RC-7B ARL-M (Airborne Reconnaissance Low – Multi-sensor)
Redesignado como EO-5C in 2004.

## Acidentes e incidentes
O de Havilland Canada DHC-7 esteve envolvido em sete acidentes (de um total de 11 incidentes) com total de 68 vidas perdidas.
- 28 de abril de 1982: Aeronave operada pela Companhia ANHSA - Aerovias Nacionales de Honduras, tendo partido do aeroporto internacional de La Ceiba-Goloson, em Honduras com destino ao aeroporto San Pedro Sula-Ramon Villeda Morales, Honduras foi sequestrado por quatro homens portando pistolas e explosivos que exigiam que o voo fosse desviado para a cidade de Tegucipalga. Após o pouso,  13 mulheres e 1 criança foram libertadas. Os sequestradores, que afirmavam ser membros de um grupo contrário ao então governo hondurenho, exigiram a libertação de 86 prisioneiros, 1 milhão de lempiras (US $ 500.000), publicação de uma declaração política e combustível para a aeronave. Durante as negociações, vários outros passageiros foram libertados e as autoridades de Honduras concordaram em reabastecer a aeronave e permitir que ela partisse quando todos os reféns fossem libertados. No início de 1º de maio, dez reféns escaparam. Dois ficaram feridos na fuga.  Mais tarde, em 1º de maio, todos os reféns restantes foram libertados, os sequestradores foram transferidos para uma aeronave Lockheed L-188 Electra e levados de avião para Havana, Cuba, onde se renderam às autoridades cubanas.[9]
- 9 de maio de 1982: um DHC-7-103 operado pela Companhia Alyemda  caiu no mar perto do Aeroporto Internacional Aden no Iêmen, matando 23 de 49 a bordo.[10]
- 23 de junho de 1982: Um DHC-7-102 operado pela Henson Airline foi sequestrado no aeroporto  Staunton-Shenandoah Valley Airport, em Virginia sem perda de vidas. [11]
- 15 de fevereiro de 1983: Voo Rio Airways - 252 de Killeen Municipal Airport, TX (ILE/KILE) para Dallas/Fort Worth International Airport, TX (DFW/KDFW) foi sequestrado. Exibindo uma submetralhadora e uma bolsa na qual alegava ter explosivos, um sequestrador exigiu que fosse levado de avião para o México e depois para Cuba. A aeronave foi desviada para Nuevo Laredo, no México, e após várias horas de negociações com as autoridades mexicanas, o seqüestrador libertou passageiros e tripulantes em troca de transporte para a Cidade do México. Ele foi transferido para um avião da Polícia Federal do México para o voo. Enquanto estava no caminho, se rendeu e foi preso pelas autoridades mexicanas.[12]
- 6 de maio de 1988: O voo 710 com o DHC-7-102 da Widerøe caiu na encosta de uma colina durante o mau tempo, perto do aeroporto de Brønnøysund, na Noruega, matando 36 a bordo. A causa do acidente foi que a última parte da aproximação foi iniciada por aproximadamente 4 milhas náuticas antes do previsto. A aeronave, portanto, voou abaixo da altitude de segurança do terreno e colidiu com um terreno em ascensão. O Conselho de Investigação não conseguiu indicar nenhuma razão para que a aproximação tenha começado tão cedo.[13]
- 28 de novenbro de 1998: Um DHC7-102 da DNK Aviation Leasing Group  caiu depois que um motor falhou durante um voo de teste próximo a Ashburton, Reino Unido, matando os dois tripulantes.[14]
- 23 de julho de 1999: Um DHC-7-102 (O-5A) do exército dos EUA  colidiu com uma montanha perto de Orito, na província de Putumayo, na Colômbia, matando os sete a bordo. A aeronave colidiu com a montanha Patascoy de 7.000 pés na província de Putumayo. Tratava-se de um voo de reconhecimento antidrogas sobre uma grande área produtora, perto da fronteira sul com o Equador. Os destroços foram encontrados em 28 de julho. O acidente foi atribuído à complacência e inexperiência da tripulação. Eles não conseguiram perceber que informações de navegação incorretas foram inseridas no FMS da aeronave, resultando no desvio do curso planejado e na entrada em uma área montanhosa. Um fator seria o descanso insuficiente da tripulação.[15]
- 7 de setembro de 1999: Um DHC-7-102 da Skyline (Nigéria) foi danificado pela aterrissagem  de barriga no aeroporto de Port Harcourt, na Nigéria, com 19 pessoas a bordo (sem mortes).[16]
- 4 de setembro de 2002: O DHC-7-102 do voo 897 da Asian Spirit deslizou para fora da pista no aeroporto internacional Manila-Ninoy Aquino - Filipinas, com 49 pessoas a bordo (sem mortes). O voo 897 da Asian Spirit foi o último voo do dia para Caticlan e partiu do aeroporto doméstico de Manila às 15:36 para um voo de uma hora. Na aproximação a Caticlan, o trem de pouso principal não desceu. A aproximação foi então abandonada e a tripulação decidiu retornar a Manila para um pouso de emergência. O avião circulou por cerca de 35 minutos sobre Las Piñas para queimar combustível. O pouso de emergência foi realizado com os trens de pouso recolhidos  na 24 pista do aeroporto internacional de Manila. Após o pouso, a aeronave desviou da pista para uma área gramada.[17]
- 1 de maio de 2006: A aeronave DHC-7-102 propriedade da Trans Capita Air, operava um voo em missão da ONU na Libéria, transportando 37 soldados etíopes e 3 tripulantes,  quando teve que realizar procedimento de pouso com os trens de pouso recolhidos. Como resultado, a parte inferior da fuselagem, a ponta da asa esquerda e o motor número 4 foram danificados.[18]
- 22 de outubro de 2015: Um DHC-7-102 operado pela Voyager Airways teria sofrido alguns danos em um incidente de táxi no aeroporto de Eindhoven, Países Baixos. A aeronave foi retirada de uso e os motores foram removidos.[19]

## Situação atual
Atualmente existem dezenove aeronaves em operação:
 Canadá
- Air Tindi: 4 unidades;

- Trans Capital Air: 3 unidades;

- Transport Canada: 1 unidade;

 Reino Unido
- British Antarctic Survey (BAS): 1 unidade;

 Estados Unidos
- Exército dos Estados Unidos: 8 unidades;

 Quênia
- Airkenya Express: 2 unidades.

## Especificações[20]

### Características gerais
- Tripulação Técnica: 2
- Capacidade: 50 - 54 passageiros
- Comprimento: 24,58 m
- Envergadura: 28,35 m
- Altura: 7,98 m
- Superfície alar: 79,90  m2
- Peso vazio: 12.560 kg
- Peso máximo de decolagem: 20.000 kg
- Motores: 4 x Pratt & Whitney Canada PT6A-50 Turboélice 1.120 sha (835 kw) cada.

### Desempenho
- Velocidade máxima: 231 nós (266 mph) - 428 km/h
- Alcance: 690 mn (791 milhas) - 1.279 km
- Teto operacional: 21.000 pés (6.400 m) - 25.000 pés sem passageiros
- Taxa de subida: 1.120 pés/min (6,2 m/s)